# Carlos Barbosa
Carlos Barbosa egy község (município) Brazíliában, Rio Grande do Sul állam borvidékén, a Gaúcho-hegységben. 2022-ben becsült népessége 30 420 fő volt.

## Története
A környéket tupi–guarani és jê őslakos népek lakták, akik valószínűleg a tengerpartról vándoroltak a fennsík vidékére. Az első európai lakosok brazil portugálok voltak, akik Porto Alegreből, Montenegróból és São Sebastião do Caíból jöttek, hogy az új gyarmati területet igazgassák. A gyarmatosítás 1870-től más európai bevándorlók érkezésével folytatódott, akik a Forromeco, Santa Luiza, Santa Clara nevű helyeken telepeket alapítottak, és kápolnákat építettek. Főként olaszok voltak Veneto és Lombardia tartományokból, de németek, franciák, lengyelek, svájciak, portugálok és spanyolok is érkeztek.
A kialakuló települést (a mai községközpontot) kezdetben Linha Estrada Geralként vagy Primeira Secção do Caminho Geralként ismerték, de használták a Trinta e Cinco (harmincötös) nevet is, mivel a templom és az iskola a birtok 35. számú telkén épült fel. Később átnevezték Santa Luizára, a vasútépítést végző mérnök menyasszonyának, Luiza Debauprésnek tiszteletére. 1910-ben vette fel a Carlos Barbosa nevet a tartományi kormányzóra, Carlos Barbosa Gonçalvesre utalva.
Kezdetben Montenegro, majd Bento Gonçalves, 1900-tól pedig Garibaldi község része (de nem kerülete) volt. 1910-ben Garibaldi kerületévé nyilvánították. 1958-ban kezdődött a függetlenségi mozgalom, és 1959-ben Carlos Barbosa önálló községgé alakult.

## Leírása
Székhelye Carlos Barbosa, további kerületei Arco Verde, Cinco de Boa Vista, Santa Luiza, Santo Antônio de Castro. A Gaúcho-hegységben helyezkedik el, az állam borvidékén, az Uva e Vinho turisztikai régióban, Porto Alegretől 107 kilométerre. A szőlőtermesztés és borkészítés mellett híres a sajtokról, futsalról és késekről is (itt van a Tramontina fémipari vállalat székhelye, amelyet 1911-ben alapított Valentin Tramontina olasz bevándorló).